# Arbacia stellata
Arbacia stellata is een zee-egel uit de familie Arbaciidae. De wetenschappelijke naam van de soort werd in 1825 gepubliceerd door Johann Friedrich Gmelin.

## Synoniemen
- Echinocidaris incisa A. Agassiz, 1863
- Echinocidaris longispina Lütken, 1864[2]